# Popular da Tarde
Popular da Tarde, ou simplesmente Pop, foi um jornal diário da cidade de São Paulo, Brasil. Versão vespertina do Diário Popular, o periódico especializado sobretudo em esportes circulou por quase duas décadas entre dezembro de 1968 e novembro de 1988.

## História
A primeira edição do Popular da Tarde circulou em 2 de dezembro de 1968. A rotativa que imprimiu os exemplares da primeira edição foi acionada pelo então prefeito José Vicente Faria Lima. O governador Abreu Sodré participaria da cerimônia, porém seu voo desde o Rio de Janeiro atrasou-se, devido ao mau tempo. "Baseados numa tradição de 84 anos [em referência à idade que o Diário Popular contava então], mas com uma juventude espiritual que nos permite encarar com naturalidade o presente e corajosamente o futuro, lançamos hoje este primeiro número do Popular da Tarde", publicou o periódico, em seu primeiro editorial.
Em junho de 1976, quando as redações do Diário Popular e do Popular da Tarde se mudaram da Rua do Carmo para a Rua Major Quedinho (no prédio que a empresa comprou de O Estado de S. Paulo), o vespertino foi o primeiro jornal dos dois a ser impresso nas novas instalações, com novo formato  e novo projeto gráfico.
O jornal circulou até 1988, tendo sua última edição em 16 de novembro. "Depois de quase vinte anos de atividades na área esportiva, ele encerrou suas atividades como jornal avulso e passou a ser um caderno esportivo de oito páginas diárias do centenário Diário Popular", escreveu o editor-chefe, Sérgio Carvalho.